# Kamská vodní elektrárna
Kamská vodní elektrárna (rusky Камская ГЭС) je vodní dílo na řece Kama. Je součástí Volžsko-kamské kaskády. Elektrárna byla pro svůj historický význam i unikátní technické řešení zařazena do Seznamu národních technických památek.     

## Všeobecné  informace
Dílo bylo vybudováno v letech 1934 až 1958.
Řeka je zadržena hrází o celkové délce 2 685 m. Betonová hráz byla vybudována v unikátní kombinaci s tělesem budovy elektrárny o délce 386 m se schopností přelivu do výše 21 000 m³/s.
Součástí je čtyřkomorový jednostupňový zdymadlový systém.
Na spádu 18 m pracuje 23 Kaplanových turbín s hltností 162 m³/s o celkovém výkonu 522 MW.
Dlouhodobá průměrná roční výroba je 1 700  miliónů kWh. 

## Historie vodního díla
Studium hydroenergetických zdrojů západního Uralu začalo v letech prvních pětiletých plánů, intenzivně se projekční práce prováděly během Velké vlastenecké války a v poválečném období. 
Výzkum prokázal možnost vybudování více než 30 středních a tří velkých vodních elektráren na Kamě a jejích přítocích. Práce na projektu KAMGESSTROJ začala v březnu 1933. Přípravné práce byly započaty v prosinci 1934, ale pracovní tempo bylo zpomaleno v důsledku nedostatečného geologického průzkumu. V roce 1937 pak byla stavba přerušena úplně. Po zohlednění geologických podmínek byla stavba v roce 1941 již prioritní hydroenergetickou akcí v Sovětském svazu. Podle původního projektu měla být elektrárna osazena stejnými turbínami jako v elektrárně Rybinské. 

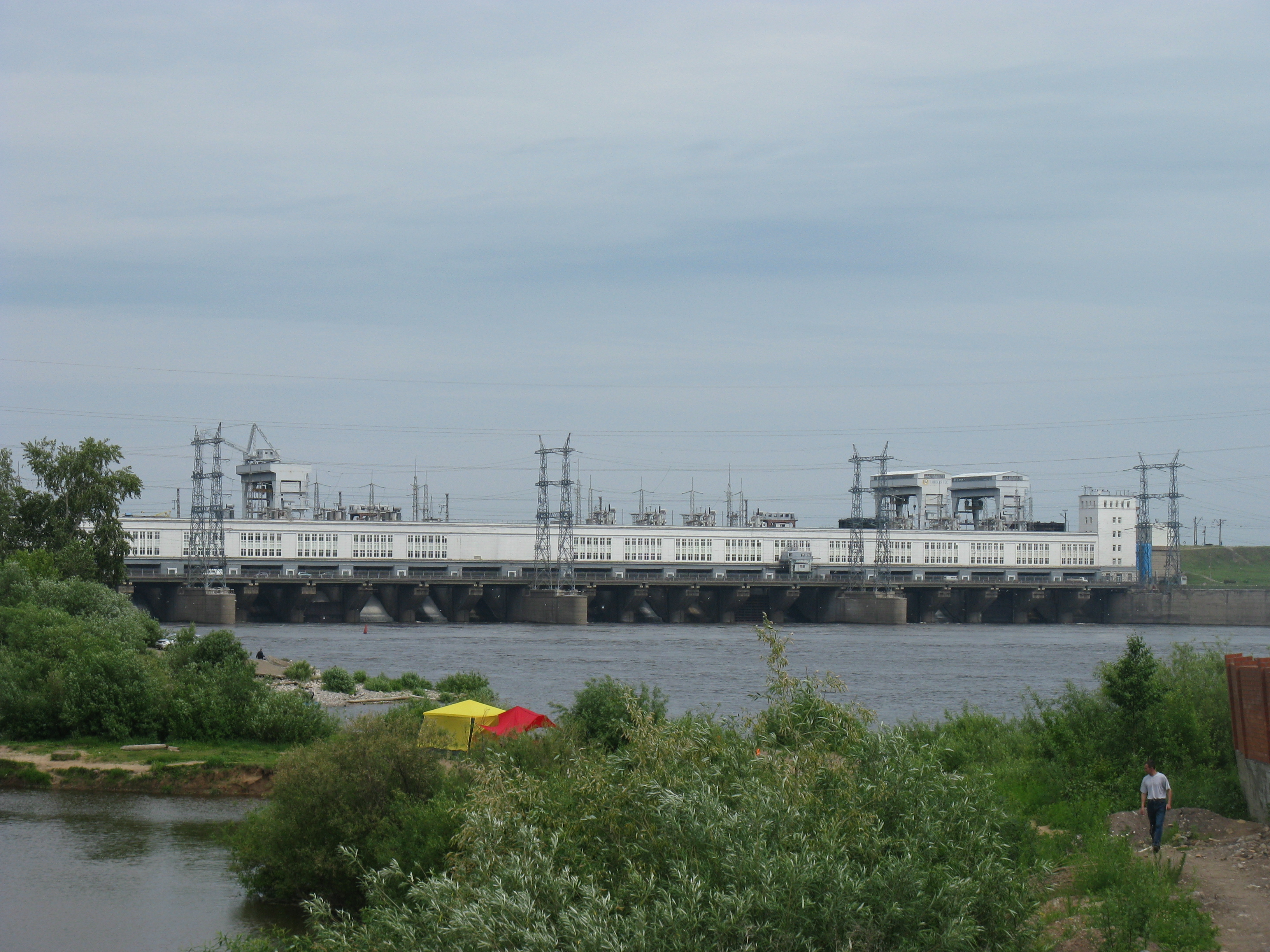
Jednota přelivu a strojovny

Další práce pokračovaly od roku 1948 podle změněného projektu, v němž již bylo obsaženo unikátní řešení společného celku elektrárny a přelivové hráze. 
První kubík betonu byl položen 18. června 1951, k překrytí Kamy došlo  6. října 1953. Ke spuštění prvního energobloku došlo 18. září 1954. Náklady na výstavbu byly výrobou elektrické energie zaplaceny v roce 1971.

## Současnost
Od doby svého uvedení do provozu je historická vodní elektrárna nejlépe fungující stanicí na Kamské kaskádě. V letech 2004 až 2013 byla dokončena rozsáhlá modernizace všech hydroenergetických bloků. V roce 2018 byla Kamská vodní elektrárna vybrána jako ekonomicky nejvýkonnější podnik Permské oblasti.